# 卡尔穆捷
卡尔穆捷（法語：Calmoutier，法語發音：[kalmutje]）是法国上索恩省的一个市镇，属于沃苏勒区。

## 地理
卡尔穆捷（47°38'44"N, 6°16'51"E）面积14.04 平方千米，位于法国勃艮第-弗朗什-孔泰大區上索恩省，该省份为法国东部内陆省份，北起顺时针与孚日省、贝尔福地区省、杜省、汝拉省、科多尔省和上马恩省接壤。
与卡尔穆捷接壤的市镇（或旧市镇、城区）包括：索村、科隆博特、当瓦莱莱科隆布、列旺、蒙塞、诺鲁瓦堡。

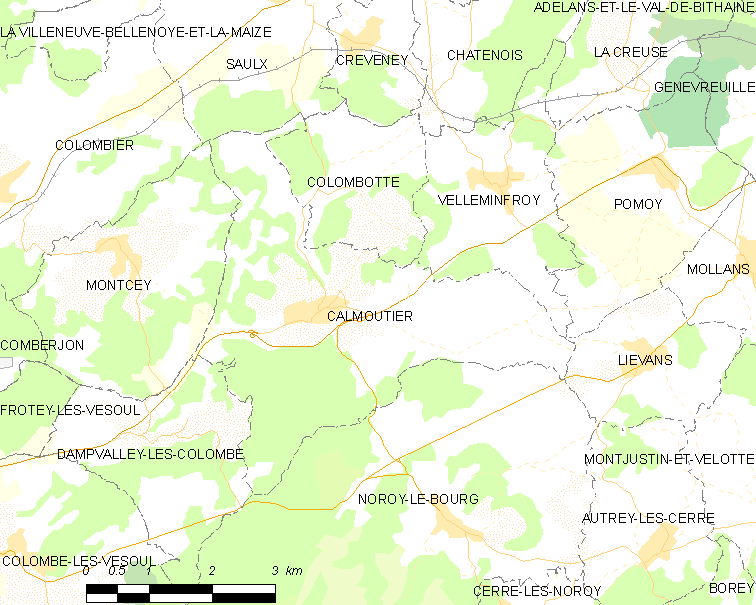
卡尔穆捷的OSM定位图

卡尔穆捷的时区为UTC+01:00、UTC+02:00（夏令时）。

## 行政
卡尔穆捷的邮政编码为70240，INSEE市镇编码为70111。

## 政治
卡尔穆捷所属的省级选区为维莱塞克塞勒县。

## 人口

1962-2008年间卡尔穆捷人口变化图示

卡尔穆捷于2022年1月1日时的人口数量为268人。